# Wilder Medina
Wilder Andrés Medina Tamayo (Puerto Nare, Antioquia; 21 de febrero de 1981) es un exfutbolista colombiano, que se desempeñaba como delantero, su último equipo fue el Fortaleza C. E. I. F. y actualmente juega en el equipo aficionado La Acadé F.C.

## Trayectoria

### Inicios
Wilder Andrés Medina Tamayo nació en el municipio de Puerto Nare, donde siendo un niño empezó a jugar a fútbol apoyado por su padre, quien era árbitro en partidos amateur. En 1997, tras la muerte de su padre, fue junto a sus hermanos y su mamá al municipio de Rionegro donde integró las divisiones inferiores del Deportivo Rionegro.
Paralelamente a lo deportivo, y desafortunadamente como muchos colombianos de aquella época, Wilder cayó en el mundo de las drogas y las pandillas. Cuenta Wilder que decidió dejar ese mundo el día en el que a la pandilla a la que él pertenecía le tiraron una granada en la casa en la que se encontraban, y de la que él acababa de salir apenas 30 segundos antes. Tras ser el único en sobrevivir, decide dedicarse de lleno al deporte y 1 año más tarde logra debutar como futbolista profesional.

### Deportivo Rionegro y Deportivo Independiente Medellín
Tras un corto tiempo en las divisiones inferiores del Deportivo Rionegro en 1997 fue inscrito para jugar como el equipo profesional pero al dar positivo en el de control antidopaje la Dimayor lo sancionó por 1 año esta situación hizo que un club argentino declinara de comprar sus derechos deportivos, Wilder debutó como profesional en el Deportivo Rionegro en el año 1998. Su primera etapa, sería hasta el 2000, donde gracias a sus buenos partidos se fue a jugar al Independiente Medellín. En el equipo "Poderoso", no pudo jugar debido a una lesión, y a los 6 meses regresó a Rionegro. Desde su regreso, se hizo un hueco en la titular y jugó buenos partidos y anotó varios goles. Su etapa en el equipo antioqueño, fue hasta finales del 2002; ya que se iría al Atlético Huila.

### Atlético Huila y Envigado
De Rionegro pasó al Atlético Huila donde jugó durante todo el 2003. En el equipo "Opita", jugó 10 partidos y anotó 4 goles. De allí pasó a jugar al Envigado Fútbol Club en el 2004. En el equipo antioqueño, no tuvo muchas chances, situación que lo cansó e hizo que le dieran sus derechos deportivos.

### Patriotas de Boyacá
En el 2006, Wilder llegó a la ciudad de Tunja para jugar en Patriotas de Boyacá. En el equipo boyacense, el antioqueño se hizo rápidamente un hueco en el once titular. Desde que llegó al equipo, jugó grandes partidos y se fue convirtiendo en un jugador importante y en el goleador. Gracias a sus muy buenas actuaciones, el exsenador y dueño del Deportes Tolima, Gabriel Camargo compró sus derechos y se lo llevó a jugar al conjunto de la ciudad de Ibagué.

### Deportes Tolima
En el 2008, tras 2 buenos años en Patriotas Boyacá, Medina llegó al Deportes Tolima. Su primer año en el equipo "Pijao", fue bueno a pesar de que jugó algunos partidos. El 2009, fue el año donde empezó a ser titular fijo, y empezó a anotar goles, que ayudaron a que su equipo consiguiera jugar la Copa Sudamericana. El 2010, sería el gran año de Wilder en el Deportes Tolima, ya que fue la figura y el goleador del equipo del occidente de Colombia. Gracias a sus goles, el Tolima llegó hasta los cuadrangulares semifinales del Torneo Finalización, donde marcó un gol decisivo para que el conjunto tolimense pasara a la final del campeonato; ya que en la última fecha le hizo gol a Independiente Santa Fe en el Estadio Nemesio Camacho El Campín de Bogotá. Ese año, el Tolima sería subcampeón, con Wilder Medina como su figura y goleador. Así, entra en la historia del equipo, y es considerado uno de los ídolos de la hinchada. 
En el 2011, la División Mayor del Fútbol Colombiano (Dimayor), adelanta un proceso en su contra por dopaje. En abril del mismo año, rindió descargos , y fue sancionado por 3 meses por sus resultados positivos en las pruebas antidopaje. En el mes de septiembre, la Dimayor lo suspende por 2 años sin jugar por consumo de drogas. A finales del 2012, el antioqueño es despedido por su equipo, y sale de la institución donde vivió grandes momentos en su carrera deportiva.
En total con el Deportes Tolima disputó 120 partidos (99 partidos de Liga, 11 de Copa Libertadores y 10 de Copa Colombia) en los que anotó 50 goles 45 goles en Liga, 4 en Copa Libertadores y 1 en Copa Colombia; con un promedio goleador de 0,42.

### Santa Fe
Luego de ser despedido por el Deportes Tolima, el exfutbolista y gerente deportivo de Independiente Santa Fe Agustín Julio lo llama y le dice que si está interesado en jugar con el cuadro cardenal. Luego de unos días de pensarlo, Medina Tamayo aceptó la propuesta y se fue a la ciudad de Bogotá. Tras reunirse con el presidente del equipo César Pastrana, ambos deciden que lo mejor es que haga un proceso de rehabilitación en una finca en el municipio de Subachoque. Su proceso, empezó una vez que fue confirmado como jugador del conjunto albirrojo. Durante ese tiempo, el futbolista dejó la drogadicción y volvió a concentrarse en el deporte. En el 2013, empezó su etapa en Santa Fe de gran manera, ya que ganó la Superliga de Colombia con el conjunto albirrojo donde una vez recuperado de su adicción empezó nuevamente a hacer goles. En el cuadro cardenal, Wilder fue uno de los mejores jugadores del semestre, ya que anotó 16 goles, que lo consagraron como el goleador del torneo local y que ayudaron a su equipo a llegar hasta las semifinales de la Copa Libertadores de América y a la final del Torneo Apertura. Medina también se convirtió en uno de los ídolos de la hinchada santafereña, ya que marcó el gol que clasificó a Santa Fe a los cuartos de final de la Copa Libertadores contra el Grêmio de Porto Alegre en el Estadio Nemesio Camacho El Campín. Gracias al gran semestre que tuvo, fue traspasado al Barcelona de Guayaquil del Ecuador.  

### Barcelona Sporting Club
El 11 de julio de 2013 es confirmado su traspaso al Barcelona Sporting Club de Ecuador como su nuevo refuerzo con un contrato por 3 temporadas. Su debut con el equipo ecuatoriano fue en un Clásico del Astillero contra el Emelec, mientras su primer gol lo marcó el 18 de agosto contra el Manta Fútbol Club donde fue una de las figuras del partido. A pesar de haber tenido buenos partidos, Wilder dejó al club ecuatoriano por falta de pago y regresa a Colombia para jugar nuevamente en Independiente Santa Fe.

### Regreso a Santa Fe
En el 2014, el delantero regresó a Santa Fe. En su segunda etapa, Wilder jugó una buena cantidad de partidos, y alcanzó a hacer varios goles. El 15 de noviembre del mismo año, presenta su renuncia irrevocable a las directivas del club argumentado que las lesiones no le permitían retomar su nivel de juego anterior. Así, vuelve a tomar su contrato con el Barcelona de Ecuador. Después tuvo negociaciones con el Atlético Huila y el Atlético Bucaramanga pero no llegaron a ningún acuerdo, porque no quiso llegar al Huila y tomó un vuelo que no era para irse al Real Cartagena sin previo aviso a las directrices del Huila.

### Real Cartagena
Luego de solucionar sus problemas contractuales con el Barcelona Sporting Club, llegó al Real Cartagena. Con el equipo cartagenero, estuvo poco tiempo, ya que jugó solo 6 partidos y marcó 1 gol.

### Sports Boys
En julio del 2015, el colombiano se va a jugar al Sports Boys de Bolivia. En su primera temporada, jugó 11 partidos y anotó 3 goles, haciendo parte de la nómina campeona del Torneo Apertura 2015, siendo este el segundo título en su carrera, y el primero por fuera de su país. Su etapa en el equipo boliviano, sería hasta mediados del 2016, cuando vuelve a Colombia para jugar en Fortaleza C.E.I.F. de la ciudad de Bogotá.

## Vida personal

### Adicciones
Pese a su innegable talento, el jugador ha sido víctima de la adicción a las drogas y el alcohol, tocando fondo en varias oportunidades, y siendo despedido por los equipos, a pesar de sus aportes futbolísticos.

### Controversias
A pesar de ser un hincha confeso de Atlético Nacional y de haber tenido éxito con Santa Fe, después de su retiro, Medina declaró que su sueño no cumplido fue no haber podido jugar en Millonarios, equipo con el que estas dos instituciones mantienen una rivalidad muy fuerte. Esta declaración no fue bien recibida por la hinchada de Santa Fe.
Años más tarde, también declaró que estando bajo los efectos del alcohol estuvo a punto de atentar con una pistola contra la vida de su compañero de equipo Camilo Vargas tras perder la final del campeonato colombiano.

## Clubes
- No se encontraron datos con claridad en su paso por Deportivo Rionegro, aunque según declaraciones del jugador convirtió más de 15 anotaciones.

| Club                              | Div.          | Temporada     | Liga  | Liga  | Copas | Copas | Internacional | Internacional | Total | Total |
| Club                              | Div.          | Temporada     | Part. | Goles | Part. | Goles | Part.         | Goles         | Part. | Goles |
| --------------------------------- | ------------- | ------------- | ----- | ----- | ----- | ----- | ------------- | ------------- | ----- | ----- |
| Deportivo Rionegro · Colombia     | 2.ª           | 1998          |       |       | -     | -     | -             | -             |       |       |
| Deportivo Rionegro · Colombia     | 2.ª           | 1999          |       |       | -     | -     | -             | -             |       |       |
| Independiente Medellín · Colombia | 1.ª           | 2000          | 0     | 0     | -     | -     | -             | -             | 0     | 0     |
| Independiente Medellín · Colombia | Total club    | Total club    | 0     | 0     | 0     | 0     | 0             | 0             | 0     | 0     |
| Deportivo Rionegro · Colombia     | 2.ª           | 2001          |       |       | -     | -     | -             | -             |       |       |
| Deportivo Rionegro · Colombia     | 2.ª           | 2002          |       |       | -     | -     | -             | -             |       |       |
| Deportivo Rionegro · Colombia     | Total club    | Total club    |       |       | 0     | 0     | 0             | 0             |       |       |
| Atlético Huila · Colombia         | 1.ª           | 2003          | 10    | 4     | -     | -     | -             | -             | 10    | 4     |
| Atlético Huila · Colombia         | Total club    | Total club    | 10    | 4     | 0     | 0     | 0             | 0             | 10    | 4     |
| Envigado FC · Colombia            | 1.ª           | 2003          | 10    | 0     | -     | -     | -             | -             | 10    | 0     |
| Envigado FC · Colombia            | 1.ª           | 2004          | 10    | 0     | -     | -     | -             | -             | 10    | 0     |
| Envigado FC · Colombia            | 1.ª           | 2005          | 10    | 0     | -     | -     | -             | -             | 10    | 0     |
| Envigado FC · Colombia            | Total club    | Total club    | 10    | 0     | 0     | 0     | 0             | 0             | 10    | 0     |
| Patriotas Boyacá · Colombia       | 2.ª           | 2006          | 10    | 8     | -     | -     | -             | -             | 10    | 8     |
| Patriotas Boyacá · Colombia       | 2.ª           | 2007          | 47    | 19    | -     | -     | -             | -             | 47    | 19    |
| Patriotas Boyacá · Colombia       | Total club    | Total club    | 57    | 27    | 0     | 0     | 0             | 0             | 57    | 27    |
| Deportes Tolima · Colombia        | 1.ª           | 2008          | 13    | 2     | -     | -     | -             | -             | 13    | 2     |
| Deportes Tolima · Colombia        | 1.ª           | 2009          | 32    | 8     | -     | -     | -             | -             | 32    | 8     |
| Deportes Tolima · Colombia        | 1.ª           | 2010          | 37    | 21    | -     | -     | 6             | 3             | 43    | 24    |
| Deportes Tolima · Colombia        | 1.ª           | 2011          | 17    | 14    | -     | -     | 7             | 1             | 24    | 15    |
| Deportes Tolima · Colombia        | Total club    | Total club    | 99    | 45    | 0     | 0     | 13            | 4             | 112   | 49    |
| Santa Fe · Colombia               | 1.ª           | 2013          | 19    | 12    | 2     | 0     | 11            | 4             | 32    | 16    |
| Barcelona SC · Ecuador            | 1.ª           | 2013          | 10    | 3     | -     | -     | 2             | 0             | 12    | 3     |
| Barcelona SC · Ecuador            | Total club    | Total club    | 10    | 3     | 0     | 0     | 2             | 0             | 12    | 3     |
| Santa Fe · Colombia               | 1.ª           | 2014          | 30    | 11    | 3     | 2     | 6             | 2             | 39    | 15    |
| Santa Fe · Colombia               | Total club    | Total club    | 49    | 23    | 5     | 2     | 17            | 6             | 71    | 31    |
| Real Cartagena · Colombia         | 2.ª           | 2015          | 6     | 1     | -     | -     | -             | -             | 6     | 1     |
| Real Cartagena · Colombia         | Total club    | Total club    | 6     | 1     | 0     | 0     | 0             | 0             | 6     | 1     |
| Sport Boys Warnes · Bolivia       | 1.ª           | 2015-16       | 15    | 3     | -     | -     | -             | -             | 15    | 3     |
| Sport Boys Warnes · Bolivia       | Total club    | Total club    | 15    | 3     | 0     | 0     | 0             | 0             | 15    | 3     |
| Fortaleza CEIF · Colombia         | 2.ª           | 2017          | 9     | 3     | -     | -     | -             | -             | 9     | 3     |
| Fortaleza CEIF · Colombia         | Total club    | Total club    | 9     | 3     | 0     | 0     | 0             | 0             | 9     | 3     |
| Total carrera                     | Total carrera | Total carrera | 265   | 109   | 5     | 2     | 32            | 10            | 302   | 121   |

## Palmarés

### Campeonatos nacionales
| Título                   | Club                       | País     | Año  |
| ------------------------ | -------------------------- | -------- | ---- |
| Superliga de Colombia    | C. I. Santa Fe             | Colombia | 2013 |
| Torneo finalización 2014 | C. I. Santa Fe             | Colombia | 2014 |
| Torneo Apertura          | C. D. C. Sport Boys Warnes | Bolivia  | 2015 |

### Distinciones individuales
| Distinción                                                     | Año  |
| -------------------------------------------------------------- | ---- |
| Goleador del Torneo Finalización de la Primera B (20 goles)    | 2007 |
| Goleador del Torneo Finalización (16 goles)                    | 2010 |
| Figura del partido octavos de final (vuelta) Copa Libertadores | 2013 |
| Goleador del Torneo Apertura (12 goles)                        | 2013 |